# Aricidea minima
Aricidea minima är en ringmaskart som beskrevs av Strelzov 1973. Aricidea minima ingår i släktet Aricidea och familjen Paraonidae.
Artens utbredningsområde är Mexikanska golfen. Inga underarter finns listade i Catalogue of Life.